# Porsche 911
A Porsche 911 a németországi Stuttgartban működő Porsche által gyártott sportautó, aminek első generációját 1963-ban mutatták be. Elődjével, a 356-ossal ellentétben nem a farmotoros Volkswagen Bogáron alapul, hanem új, önhordó karosszériát és hathengeres motort terveztek hozzá. 1998-ig, a 996-os kóddal jelzett verzió megjelenéséig léghűtéses volt, utána vízhűtéses lett. A modell alapvető koncepciója változatlan maradt az 1963-as bemutató óta.
Az egyik legsikeresebb versenyautó a világon, számtalan sorozatban indították. 1979-ben a 911-esből fejlesztett Porsche 935-ös a Le Mans-i 24 órás versenyben is diadalmaskodni tudott. Az 1999-es "Az Évszázad Autója" szavazáson az ötödik helyen végzett. Az 1953-tól készülő Chevrolet Corvette után a világ második leghosszabb ideje gyártásban lévő sportautója.

## 911-es névjegyzék

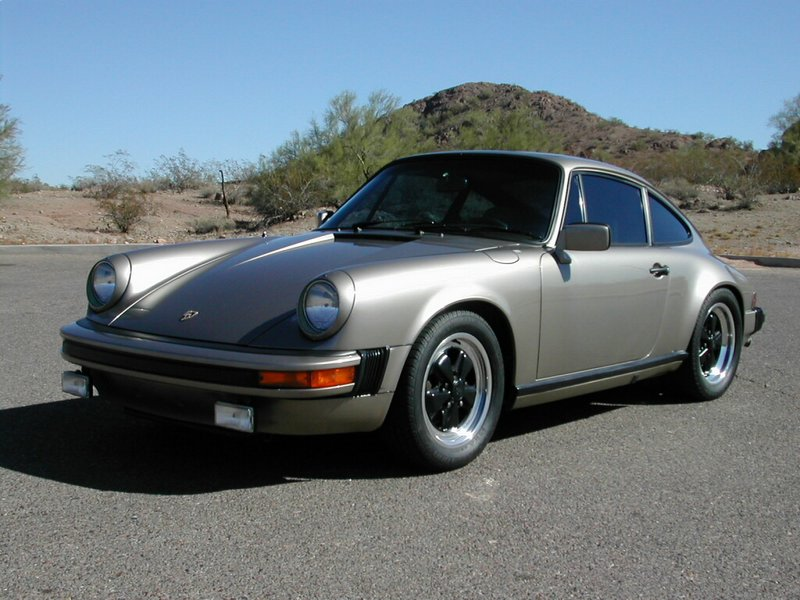
1981-es Porsche 911 SC

A 911-est mindig is ezen a néven forgalmazták; az alábbi nevek a Porsche házon belül használt kódjai:
- Porsche 911 (1964–1989)  Porsche 911 (930) (1974-1989)
- Porsche 964 (1989–1993)2010-es Porsche 911 GT2 RSPorsche Carrera
- Porsche 993 (1993–1998)

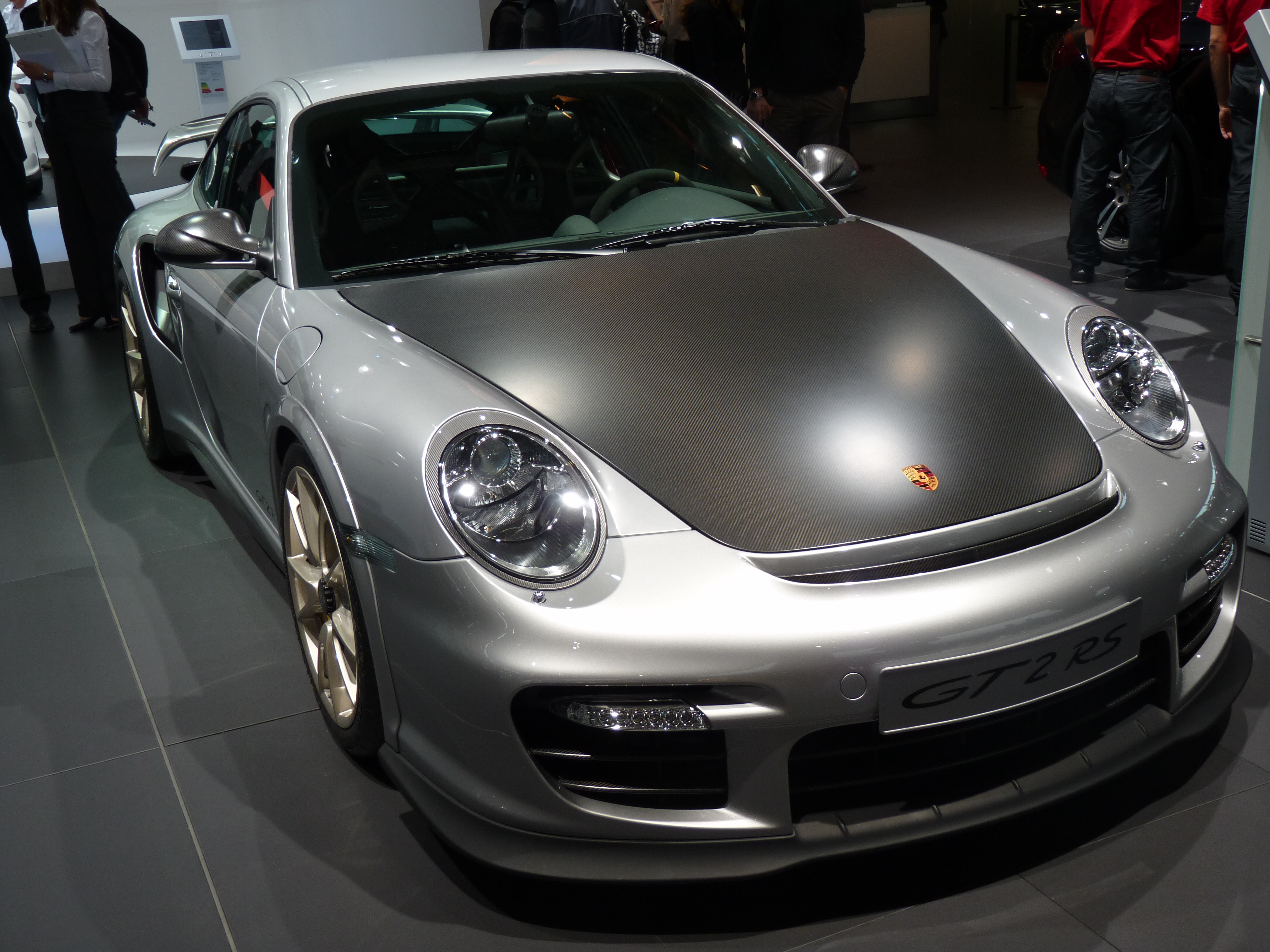
2010-es Porsche 911 GT2 RS

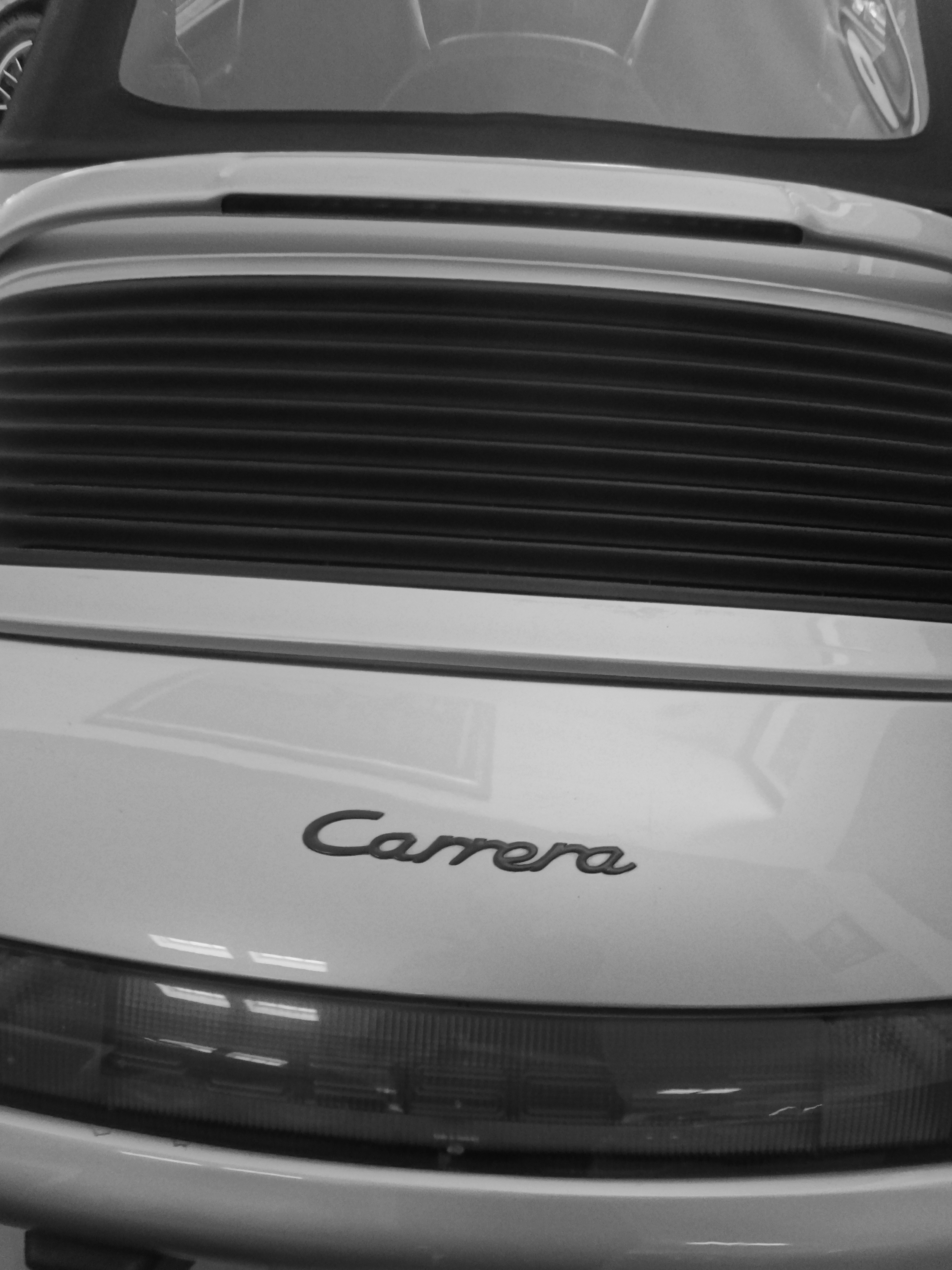
Porsche Carrera

- Porsche 996 (1999–2004) vízhűtéses motorok megjelenése
- Porsche 997 (2004–2011)
- Porsche 991 (2011-től)
- Porsche 992 (2018-tól)

A sorozatszám (A, B, C stb.) a szériagyártású modellek átdolgozását jelöli. Sokszor évente változik az új modellév módosításaira utalva. Az első 911-es modellek az "A sorozat", az első 993-as autók az "R sorozat".

## Léghűtéses motorok (1963-1997)

### Porsche 911 Classic (1963-1989)
A 911-es első vázlatait Ferdinand Alexander Porsche rajzolta 1959-ben. A 911 a cég első modelljét, a 356-ost egészítette ki a termékpalettán.

## További információ
- Frère, P (2006). Porsche 911 Story (eighth edition). J H Haynes & Co Ltd. ISBN 1-84425-301-5
- Meredith, L (2000). Porsche 911. Sutton Publishing. ISBN 0-7509-2281-8.
- Morgan, P (1995). Original Porsche 911. MBI Publishing. ISBN 1-901432-16-5
- Wood, J (1997). Porsche: The Legend. Parragon. ISBN 0-7525-2072-5.
- Raby, P (2005) "Porsche 911 Identification Guide". Herridge & Son. ISBN 0-9541063-8-5

## Külső hivatkozások
- Hivatalos Porsche 911 microsite (angolul)
- A Porsche 911 50. születésnapja a Slovakiaringen (magyarul)